# Rommerz
Rommerz ist ein Ortsteil der Gemeinde Neuhof im osthessischen Landkreis Fulda.

## Geographie

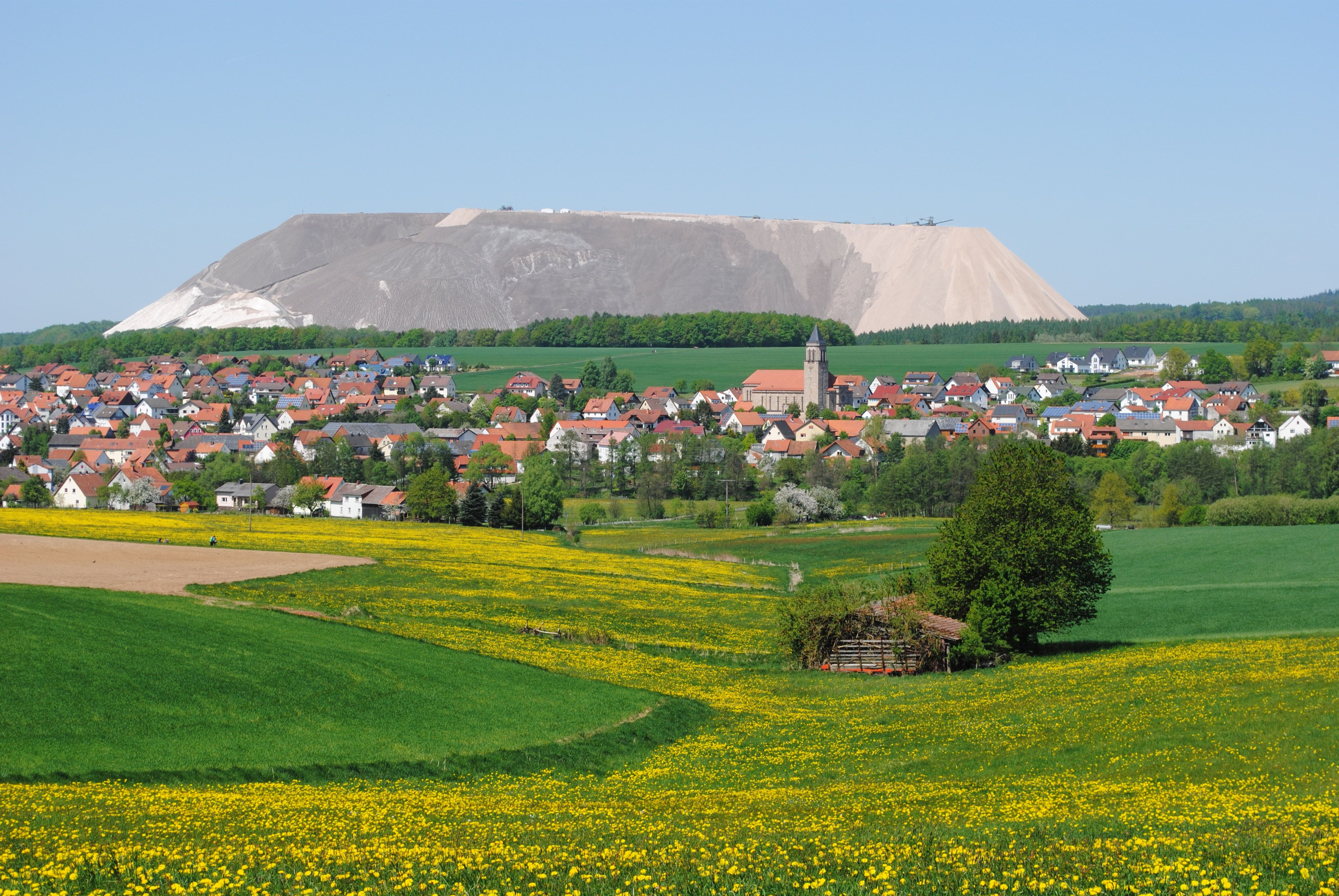
Panorama-Ansicht von Rommerz

Rommerz liegt im südlichen Landkreis Fulda im Kemmetetal; der gleichnamige Bach durchfließt die Ortschaft. Die Kreisstadt Fulda liegt etwa 20 km nordöstlich von Rommerz. Die Ortschaft grenzt an die östlichen Ausläufer des Vogelsbergs. Die vorderen Ausläufer der Rhön befinden sich etwa 10 km östlich von Rommerz. Nordöstlich des Ortes befindet sich die etwa 120 Meter hohe Abraumhalde des K+S-Kaliwerks Neuhof – Ellers, welche in der Umgangssprache auch „Kaliberg“ oder „Monte Kali“ genannt wird. Die Halde, die sich mittlerweile fast einen Kilometer in die Länge zieht, ist prägend für die Kulisse von Rommerz sowie der ganzen Umgebung. Rommerz grenzt im Norden an den Rommerzer Forst einem großen zusammenhängenden Waldgebiet, und im Süden an die Gemeinde Flieden. Westlich von Rommerz liegt der Ortsteil Hauswurz.
Aktuelle und historische Siedlungsplätze innerhalb der Gemarkung:
- Bobelsmühle[3]
- Engelsmühle[4]
- Forsthaus[5]
- Forsthaus Rommerz[6]
- Gehöftgruppe Kreuzburg (Kreuzdorf)[7]
- Mittelmühle[8]
- Ochsenmühle[9]
- Sägewerk[10]
- Schlagmühle[11]
- Vinzentinerinnen Kloster, Gemeinde Neuhof (Fulda)[12]

## Geschichte

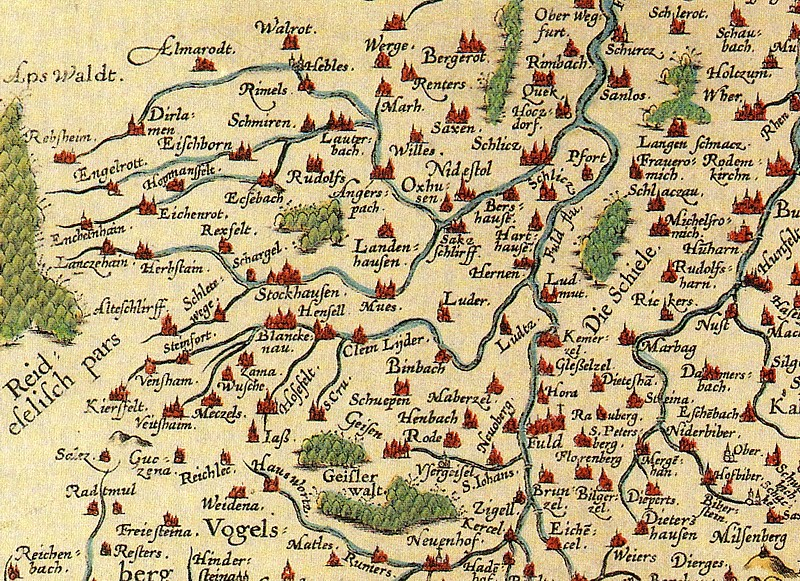
Lage von Rommerz (Runters) auf einer Kartes des Hochstifts Fulda von 1574

### Siedlungsanfänge und Ersterwähnung
Über die Anfänge der Besiedelung in der Gemarkung Rommerz gibt es nur sehr wenige Zeugnisse. Der erste Siedler soll sich um 1000 in Rommerz niedergelassen haben. Er trug den Namen Hruotmunt (= ruhmvoller Schützer). Nach ihm wurden der Ursprungshof und das darum entstehende Dorf „Rumundes“ genannt. Mit diesem Namen erscheint Rommerz im Jahr 1165 zum ersten Mal urkundlich in einem Güterverzeichnis der fuldischen Propstei Michaelsberg. Im Jahr 1330 wurden unter dem Fuldaer Fürstabt Heinrich VI. von Hohenberg die fuldischen Güter und Leute aus dem Dorf „Rumundes“ zusammen mit weiteren umliegenden Ortschaften (Opperz, Schweben und der Siedlung Remerz) an die Familie Küchenmeister verpfändet, welche in mehreren Urkunden des Hochstifts Fulda auftaucht. Die in der Verpfändungsurkunde erwähnte Siedlung Remerz lag am Ufer der Kemmete, wohl etwa am Ende der heutigen Forststraße. Eine zweite, im Laufe der Geschichte untergegangene Siedlung, lag innerhalb der Gemarkung Rommerz: „Wanhütten“ im mittleren Kemmetetal. Sie erscheint urkundlich im Jahr 1353.

### Das 20. Jahrhundert

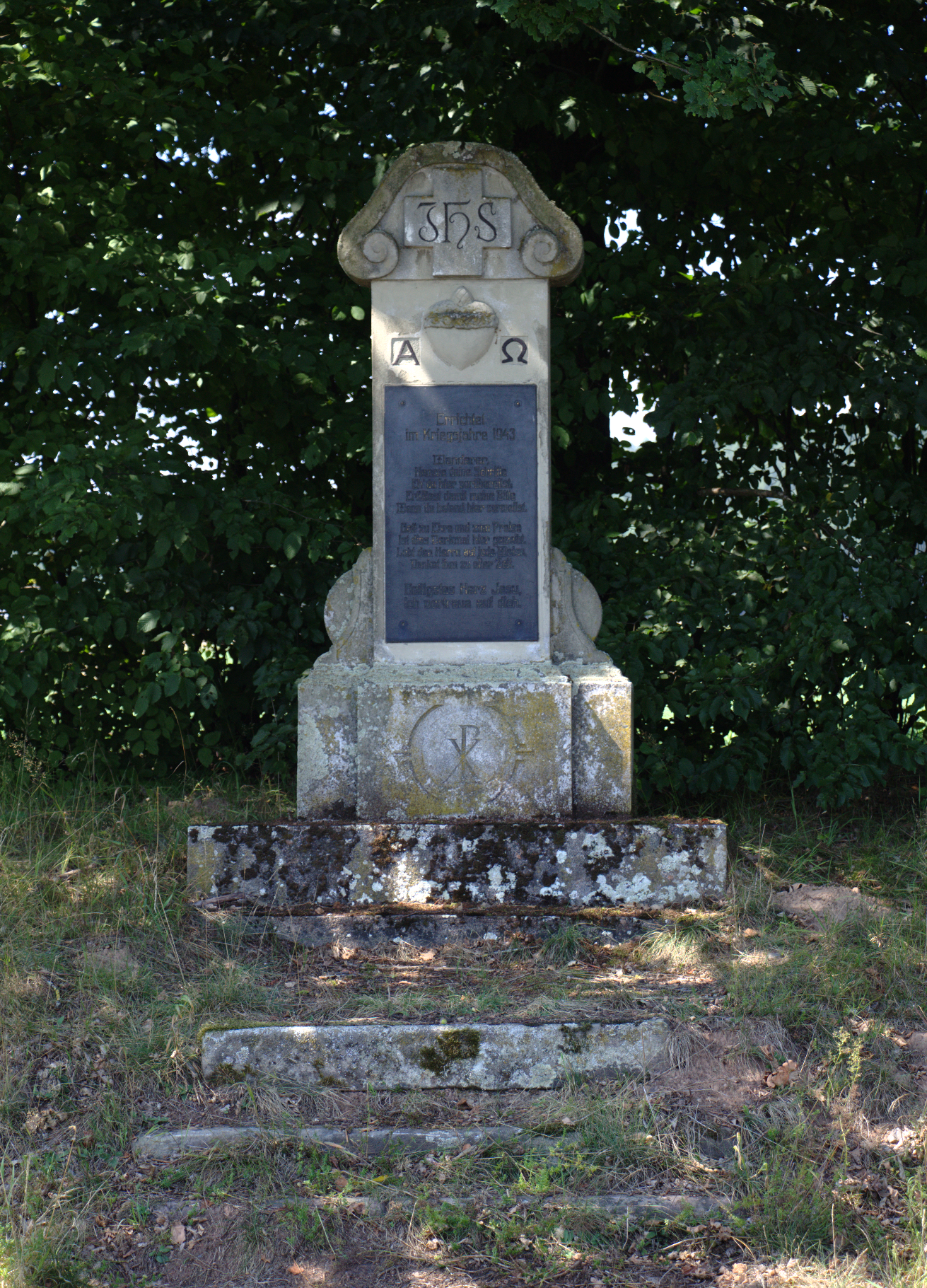
Der Kriegsgedenkstein von 1943 in der Nähe der Diebornweiher an der Fliedener Straße

In der Zeit nach dem Ersten Weltkrieg hielt nicht nur der wirtschaftliche, sondern auch der kulturelle Aufschwung in Rommerz Einzug. Mehrere Vereine wie Sportverein, Freiwillige Feuerwehr, Brieftaubenverein und Karnevalsverein wurden gegründet. Besondere infrastrukturelle Ereignisse waren die Verlegung der Wasserleitungen im Jahr 1911, der Anschluss der Gemeinde Rommerz an das Elektrizitätsnetz im Jahr 1921 sowie der Bau der Ortskanalisation ab dem Jahr 1928.
1936 mussten die in Rommerz ansässigen Schwestern des Vinzentinerordens ihr Schwesternhaus am "Fuchsberg" verlassen, da hier ein Lager für den weiblichen Arbeitsdienst eingerichtet wurde. Am Ostersonntag 1945 wurde Rommerz von amerikanischen Truppen besetzt.
Nach Beendigung des Zweiten Weltkrieges wurden in Rommerz dann Infrastrukturmaßnahmen verwirklicht. So wurden beispielsweise neue Straßen und somit neue Siedlungsbereiche angelegt. Die örtliche Schule erhielt 1950 einen Erweiterungsbau; im Jahr 1963 wurde ein Feuerwehrhaus errichtet. Für die Trinkwasserversorgung wurde 1964 ein neuer Tiefbrunnen gebohrt, 1966 wurde das Kemmetestadion mit Fußballplatz, einem Trainingsplatz und mehreren Leichtathletik Anlagen eingeweiht, 1969 kam ein neuer Hochbehälter hinzu. Auch mehrere Handwerksbetriebe nahmen in Rommerz ihre Produktion auf. Im Jahr 1972 konnte ein Bürgerhaus eingeweiht werden. In den 1970er Jahren wurden außerdem ein Sportlerheim beim Kemmetestadion sowie ein neues Kindergartengebäude gebaut, der alte Kindergarten am Fuchsberg 22 (heute Seminarhaus) wurde wegen Baufälligkeit von der Gemeinde verkauft. Anfang der 1980er Jahre erfolgte der Bau einer Turn- und Sporthalle.
Hessische Gebietsreform
Im Zuge der Gebietsreform in Hessen wurde die bis dahin selbständige Gemeinde Rommerz kraft Landesgesetz mit Wirkung zum 1. August 1972 nach Neuhof eingemeindet. Für Rommerz wurde, wie für die übrigen Ortsteile von Neuhof, ein Ortsbezirk eingerichtet.

### Verwaltungsgeschichte im Überblick
Die folgende Liste zeigt die Staaten und Verwaltungseinheiten, denen Rommerz angehört(e):
- vor 1803: Heiliges Römisches Reich, Hochstift Fulda, Amt/Oberamt Neuhof
- 1803–1806: Heiliges Römisches Reich, Fürstentum Nassau-Oranien-Fulda,[Anm. 2] Fürstentum Fulda, Amt Neuhof
- 1806–1810: Kaiserreich Frankreich,[Anm. 3] Fürstentum Fulda (Militärverwaltung)
- 1810–1813: Großherzogtum Frankfurt, Departement Fulda, Distrikt Neuhof
- ab 1816: Kurfürstentum Hessen,[Anm. 4] Großherzogtum Fulda, Amt Neuhof[17]
- ab 1821/22: Kurfürstentum Hessen, Provinz Fulda, Kreis Fulda[18][Anm. 5]
- ab 1848: Kurfürstentum Hessen, Bezirk Fulda
- ab 1851: Kurfürstentum Hessen, Provinz Fulda, Kreis Fulda
- ab 1867: Königreich Preußen,[Anm. 6] Provinz Hessen-Nassau, Regierungsbezirk Kassel, Kreis Fulda
- ab 1871: Deutsches Reich, Königreich Preußen, Provinz Hessen-Nassau, Regierungsbezirk Kassel, Kreis Fulda
- ab 1918: Deutsches Reich, Freistaat Preußen, Provinz Hessen-Nassau, Regierungsbezirk Kassel, Kreis Fulda
- ab 1944: Deutsches Reich, Freistaat Preußen, Provinz Kurhessen, Landkreis Fulda
- ab 1945: Deutsches Reich, Amerikanische Besatzungszone,[Anm. 7] Groß-Hessen, Regierungsbezirk Kassel, Landkreis Fulda
- ab 1946: Deutsches Reich, Amerikanische Besatzungszone, Hessen, Regierungsbezirk Kassel, Landkreis Fulda
- ab 1949: Bundesrepublik Deutschland, Hessen, Regierungsbezirk Kassel, Landkreis Fulda
- ab 1972: Bundesrepublik Deutschland, Hessen, Regierungsbezirk Kassel, Landkreis Fulda, Gemeinde Neuhof

## Bevölkerung

### Einwohnerstruktur 2011
Nach den Erhebungen des Zensus 2011 lebten am Stichtag dem 9. Mai 2011 in Rommerz 1656 Einwohner. Darunter waren 21 (1,3 %) Ausländer.
Nach dem Lebensalter waren 309 Einwohner unter 18 Jahren, 681 zwischen 18 und 49, 321 zwischen 50 und 64 und 342 Einwohner waren älter. Die Einwohner lebten in 723 Haushalten. Davon waren 210 Singlehaushalte, 216 Paare ohne Kinder und 213 Paare mit Kindern, sowie 66 Alleinerziehende und 21 Wohngemeinschaften. In 171 Haushalten lebten ausschließlich Senioren und in 480 Haushaltungen lebten keine Senioren.

### Einwohnerentwicklung
Über die Bevölkerungszahl von Rommerz gibt erstmals eine Viehbedeliste aus dem Jahr 1510 Aufschluss. Darin werden insgesamt 11 Viehhalter genannt. Hierbei handelt es sich jedoch nur um die Lehnsleute des Fürstabts, nicht jedoch die der Propsteien und des Adels. In der Türkensteuerliste aus dem Jahr 1605 werden 44 Steuerzahler aufgezählt. 1656 waren es 27 Familien, also wohl rund 120 Einwohner. Im Salbuch von 1714 sind 33 Besitzer verzeichnet. 1743 werden 46 Häuser gemeldet. Eine konkrete Zahl über die Gesamteinwohnerzahl jedoch gibt es erstmals im Jahr 1773. Hier ist von 286 Einwohnern die Rede. Mehrere amtliche Dokumente aus der Zeit zwischen dem 18. und 20. Jahrhundert belegen, dass damals auch in Rommerz zum Teil größere Armut herrschte. Aus diesem Grund wanderten allein in den Jahren 1829 bis 1855 stolze 118 Einwohner in die USA aus. Besserung kam erst zu Beginn des 20. Jahrhunderts auf. Von großer Bedeutung war hier insbesondere die Errichtung des Kaliwerks in Neuhof, mit welcher 1906 begonnen wurde. Hier fanden auch zahlreiche Rommerzer Dorfbewohner Arbeit. Mit den zunehmenden wirtschaftlichen Erfolgen des Kalibergbaus konnte auch Rommerz einiges an Zuwanderung verzeichnen. So zählte Rommerz im Jahr 1924 schon 857 Einwohner. Diese Zahl stieg besonders in den Jahren nach dem Zweiten Weltkrieg stark an. Allein im Jahr 1946 kamen etwa 170 Heimatvertriebene, überwiegend aus Falkenau im Egerland, nach Rommerz. Im Jahr 1970 lebten 1.523 Menschen in Rommerz, welche sich auf 296 Wohnhäuser aufteilten. Die Zahl stieg weiter, bis zum Jahr 1982 auf 1.657 Einwohner. In den folgenden Jahren wurde die 1.800-Einwohner-Marke knapp erreicht; zum Jahr 2013 ging sie allerdings wieder zurück auf 1.638. Aufgrund der aktuellen Quote Geburten/Sterbefälle ist der Trend tendenziell steigend.
| • 1812: | 61 Feuerstellen, 525 Seelen |

| Rommerz: Einwohnerzahlen von 1812 bis 2016 | Rommerz: Einwohnerzahlen von 1812 bis 2016 | Rommerz: Einwohnerzahlen von 1812 bis 2016 | Rommerz: Einwohnerzahlen von 1812 bis 2016 | Rommerz: Einwohnerzahlen von 1812 bis 2016 |
| --- | ------------------------------------------ | ------------------------------------------ | ------------------------------------------ | ------------------------------------------ |
| Jahr |                                            |                                            |                                            | Einwohner                                  |
| 1812 | 1812                                       |                                            | 525                                        | 525                                        |
| 1834 | 1834                                       |                                            | 611                                        | 611                                        |
| 1840 | 1840                                       |                                            | 606                                        | 606                                        |
| 1846 | 1846                                       |                                            | 603                                        | 603                                        |
| 1852 | 1852                                       |                                            | 666                                        | 666                                        |
| 1858 | 1858                                       |                                            | 659                                        | 659                                        |
| 1864 | 1864                                       |                                            | 648                                        | 648                                        |
| 1871 | 1871                                       |                                            | 607                                        | 607                                        |
| 1875 | 1875                                       |                                            | 649                                        | 649                                        |
| 1885 | 1885                                       |                                            | 615                                        | 615                                        |
| 1895 | 1895                                       |                                            | 617                                        | 617                                        |
| 1905 | 1905                                       |                                            | 640                                        | 640                                        |
| 1910 | 1910                                       |                                            | 725                                        | 725                                        |
| 1925 | 1925                                       |                                            | 822                                        | 822                                        |
| 1939 | 1939                                       |                                            | 991                                        | 991                                        |
| 1946 | 1946                                       |                                            | 1.290                                      | 1.290                                      |
| 1950 | 1950                                       |                                            | 1.269                                      | 1.269                                      |
| 1956 | 1956                                       |                                            | 1.220                                      | 1.220                                      |
| 1961 | 1961                                       |                                            | 1.248                                      | 1.248                                      |
| 1967 | 1967                                       |                                            | 1.490                                      | 1.490                                      |
| 1970 | 1970                                       |                                            | 1.523                                      | 1.523                                      |
| 1982 | 1982                                       |                                            | 1.657                                      | 1.657                                      |
| 1990 | 1990                                       |                                            | ?                                          | ?                                          |
| 2000 | 2000                                       |                                            | ?                                          | ?                                          |
| 2011 | 2011                                       |                                            | 1.656                                      | 1.656                                      |
| 2016 | 2016                                       |                                            | 1.685                                      | 1.685                                      |
| Datenquelle: Historisches Gemeindeverzeichnis für Hessen: Die Bevölkerung der Gemeinden 1834 bis 1967. Wiesbaden: Hessisches Statistisches Landesamt, 1968. Weitere Quellen: LAGIS; Gemeinde Neuhof; Zensus 2011 |                                            |                                            |                                            |                                            |

### Historische Religionszugehörigkeit
| • 1885: | 8 evangelische (=1,30 %), 607 katholische (= 98,70 %) Einwohner      |
| • 1961: | 165 evangelische (= 10,01 %), 1201 katholische (= 89,09 %) Einwohner |

## Religion

### Religionszugehörigkeit
Von den 1638 Einwohnern (Stand Juni 2013) gehören rund 1300 der katholischen Konfession an. Die örtliche katholische Kirchengemeinde sowie die Pfarrkirche sind auf den Namen Mariä Himmelfahrt benediziert. Sie gehört zum Bistum Fulda und ist dort im Dekanat Neuhof-Großenlüder in den Pastoralverbund Heilig Geist Kalbach-Neuhof eingegliedert.

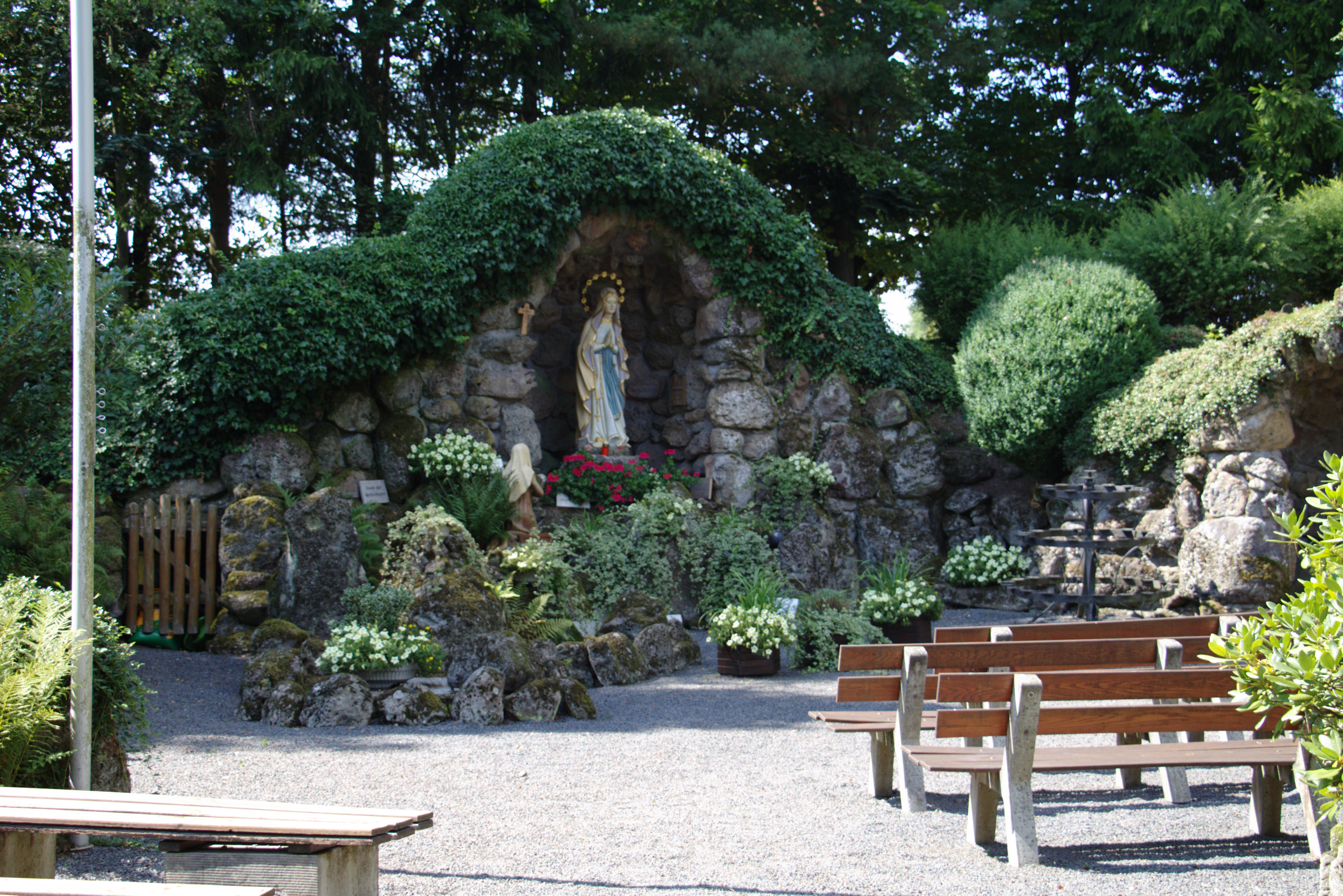
Die Mariengrotte (Lourdesgrotte)

Die Pfarrei wird seit 2005 infolge des Priestermangels auf der einen und des pastoralen Prozesses auf der anderen Seite vom Pfarrer der Kirchengemeinde St. Michael im Hauptort Neuhof seelsorgerisch mitbetreut und verwaltet. Seit August 2012 ist Pfarrer Dagobert Vonderau zuständiger Pfarradministrator. Unterstützt wird er in seiner Arbeit von einem Kaplan sowie von einer Gemeindereferentin.

### Evangelische Kirchengemeinde
Die evangelische Kirchengemeinde hat in Rommerz keine Kirche, die Gottesdienste wurden bis zum Jahre 1973 in der Rommerzer Schule gehalten. Seit 1973 hat Rommerz ein eigenes evangelisches Gemeindehaus in der Forststraße 1 im Kreuzdorf. Zum Gottesdienst fahren die Gläubigen nach Neuhof (Albert Schweitzer Straße 5) oder nach Flieden (Hinzergasse 8), dort gibt es jeweils ein evangelisches Gotteshaus.

### Katholische Kirche

#### Anfänge der Seelsorge
Bis Mitte des 16. Jahrhunderts mussten sich die Einwohner von Rommerz sowie der umliegenden Dörfer und Siedlungen in die Pfarrei Flieden gehen, um Gottesdienste zu besuchen. Dort wurden auch die Kinder getauft und die Toten beerdigt. Erst mit der Gründung der Pfarrei Neuhof um das Jahr 1560, wurde Rommerz einer neuen Pfarrei zugeordnet. Ein Gotteshaus besaß Rommerz zur damaligen Zeit noch nicht.
In den Jahren 1735 bis 1737 wurde durch einen örtlichen Schreinergesellen eine erste kleine Fachwerkkapelle erbaut. Diese stand zentral in der Dorfmitte, auf der heutigen Kreuzung der Hauptstraßen nach Neuhof, Flieden und Hauswurz. Heute noch vorhandene Holzfiguren aus der damaligen Zeit deuten darauf hin, dass die Kapelle den Vierzehn Nothelfern geweiht war. Regelmäßiger Gottesdienst fand in Rommerz aber zunächst noch nicht statt. Dazu mussten die Dorfbewohner weiterhin nach Neuhof gehen. Später wurde die kleine Kapelle erweitert.
Ab dem Jahr 1759 waren mehrere Stationare – überwiegend gehörten sie dem Franziskanerorden an – jeweils auf begrenzte Zeit als Seelsorger in Rommerz tätig. Ab der ersten Hälfte des 19. Jahrhunderts waren die Pfarrer und Kapläne aus Neuhof für Gottesdienst und Seelsorge in Rommerz zuständig. Einen eigenen Pfarrer gab es bis zur Gründung der Pfarrei Rommerz Anfang des 20. Jahrhunderts noch nicht.

#### Die erste Kirche
Im Jahr 1862 wandte sich der damalige Bürgermeister Lorenz Heurich an die Bischöfliche Behörde in Fulda und wies auf die unhaltbaren Zustände beim Gottesdienst in der kleinen Kapelle hin. Rommerz hatte damals immerhin schon rund 600 Einwohner, sodass in der Kapelle dichtes Gedränge herrschte. Die Bischöfliche Behörde war einverstanden mit dem Bau eines neuen und größeren Gotteshauses. Nun galt es zunächst, die Finanzierungsfrage zu klären. Der Kostenvoranschlag belief sich auf 4200 Gulden. Die Gemeinde Rommerz sowie die Kurfürstliche Regierung waren jeweils mit 500 Gulden beteiligt. Der Rest wurde über einen Kredit sowie den erhöhten Einsatz von Eigenleistung finanziert. Als Grundstück wurde ein Bauplatz gegenüber der Grundschule, an der Kreuzung Hauswurzer Straße/Maigrabenstraße gewählt. Der Grundstein wurde am 27. Mai 1865 gelegt, am 5. Oktober des gleichen Jahres waren die Maurerarbeiten abgeschlossen. Es handelte sich bei der Kirche um einen recht schlichten Rechteckbau mit Rundbogenfenstern und Satteldach. Der Architekt ist unbekannt. Die neue Kirche wurde am 25. September 1866 zu Ehren der Gottesmutter konsekriert. Gegenstände der Inneneinrichtung wie Kanzel, Altar, Kreuzwegbilder und Orgel wurden erst in den nachfolgenden Jahren angeschafft oder als Spenden entgegengenommen. Der Barockaltar beispielsweise war ein Geschenk des Ursulinenklosters Fritzlar und wurde von dort auch mit Pferd und Wagen abgeholt.

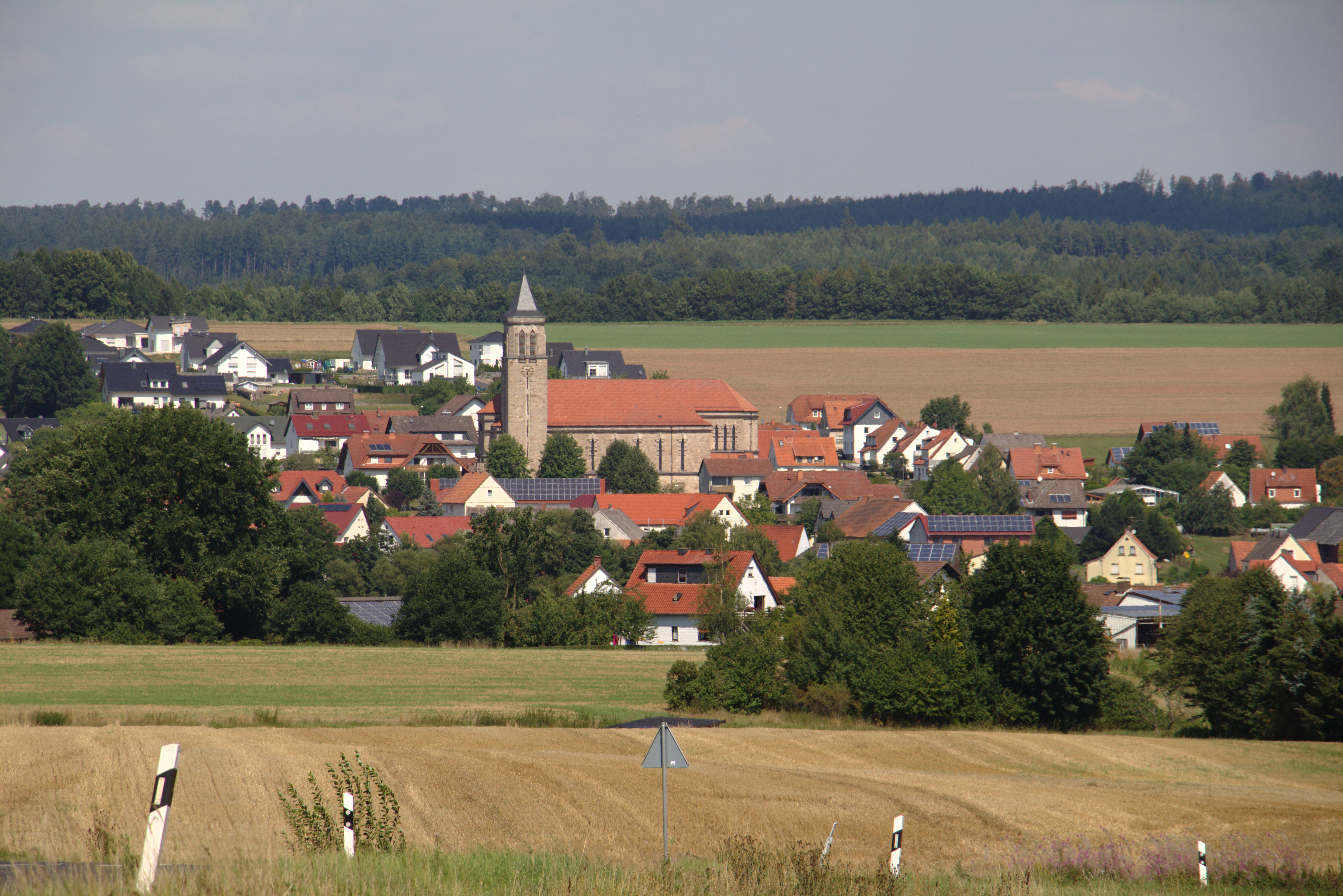
Die Pfarrkirche Mariä Himmelfahrt von 1934

Wie sich später herausstellte, war die Kirche von Anfang an leider zu klein konzipiert gewesen: schon bald herrschte wieder Platzmangel. Daran ist nicht zuletzt auch der rasche Anstieg der Einwohnerzahlen schuld. Daher begannen gleich nach dem Ersten Weltkrieg Planungen, die Kirche zu erweitern. Diese Überlegungen wurden aus verschiedenen praktischen Gründen allerdings nicht in die Tat umgesetzt. Stattdessen wurden Planungen für einen kompletten Neubau aufgenommen. Nach dessen Fertigstellung blieb die Kirche ab dem Jahr 1934 zunächst ungenutzt stehen, bis sie im Jahre 1963 schließlich abgebrochen wurde. Die Steine dienten zum Neubau der Kirche in Fulda-Oberrode.

#### Pfarreigründung
Am 1. August 1909 war Rommerz zunächst durch den Fuldaer Bischof Joseph Damian Schmitt zur Pfarrkuratie erhoben worden. In den Folgejahren waren mehrere Kuraten für die Seelsorge zuständig, bis Rommerz am 1. Dezember 1920 zur Pfarrei erhoben wurde.
Folgende Pfarrer waren seit Gründung der Pfarrei in Rommerz tätig:
| Pfarrer          | Zeitraum  |
| ---------------- | --------- |
| Andreas Führ     | 1921–1930 |
| Julius Braun     | 1930–1933 |
| Johannes Roßmann | 1934–1963 |
| Erwin Sturm      | 1963–2003 |

Nachdem Pfarrer Erwin Sturm der Pfarrei Rommerz 40 Jahre als Seelsorger vorgestanden hatte, musste er im Jahr 2003 aus gesundheitlichen Gründen in den Ruhestand eintreten.

#### Pfarrei heute
Aufgrund des vermehrt auftretenden Priestermangels auf der einen sowie des von Bischof Heinz Josef Algermissen für das Bistum Fulda angestoßenen Pastoralen Prozesses auf der anderen Seite, wurde die Pfarrei Rommerz seitdem nicht mehr mit einem eigenen Pfarrer besetzt. Stattdessen erfolgte die Bildung einer Pfarreigemeinschaft mit der Gemeinde St. Michael in Neuhof und die Eingliederung in einen neu geschaffenen Pastoralverbund Kalbach-Neuhof. Der Status der Kirchengemeinde blieb der Rommerzer Pfarrei allerdings erhalten. Lediglich die Besetzung einer Pfarrstelle wurde gestrichen. Vorübergehend hatte der Pfarrer der Pfarrei Magdlos, Heinrich Matthias Schild, von 2003 bis 2005 die Leitung und Seelsorge in der Pfarrei Rommerz übernommen.
Seit Angliederung an die Pfarrei Neuhof waren folgende Pfarrer für Rommerz zuständig:
| Pfarrer           | Zeitraum  |
| ----------------- | --------- |
| Bernhard Axt      | 2005–2012 |
| Dagobert Vonderau | seit 2012 |

Seit dem Jahr 2008 wurde die Pfarrkirche St. Mariae Himmelfahrt außen und innen grundlegend erneuert und im April 2013 feierlich wiedereröffnet. In diesem Zusammenhang wurde die Kirche von dem Frankfurter Künstler Michael Mohr farbig ausgemalt.
Für die Kirche Mariae Himmelfahrt lieferte die renommierte Glockengießerei Otto aus Hemelingen wiederholt Glocken. Im Jahr 1923 lieferte sie eine Glocke, die aber im Zweiten Weltkrieg beschlagnahmt und eingeschmolzen wurde. Nach dem Krieg goss Otto für Mariae Himmelfahrt im Jahr 1949 und 1967 insgesamt fünf neue Bronzeglocken.

## Politik

### Ortsbeirat
Für den OrtsteilRommerz besteht ein Ortsbezirk (Gebiete der ehemaligen Gemeinden Rommerz) mit Ortsbeirat und Ortsvorsteher nach der Hessischen Gemeindeordnung.
Der Ortsbeirat besteht aus neun Mitgliedern. Bei den Kommunalwahlen in Hessen 2021 betrug die Wahlbeteiligung zum Ortsbeirat 64,37 %. Es wurden gewählt sechs Mitglieder der CDU und dei Mitglieder der SPD. Der Ortsbeirat wählte Jürgen Auerbach (CDU) zum Ortsvorsteher.

### Bürgermeister und Ortsvorsteher
Die Ortschaft Rommerz war eine politisch selbstständige Kommune, bis sie am 1. August 1972 im Zuge der Gebietsreform als Ortsteil in die Gemeinde Neuhof eingegliedert wurde.
| Bürgermeister    | Zeitraum  |
| ---------------- | --------- |
| Lorenz Heurich   | 1852–1891 |
| Damian Heurich   | 1891–1897 |
| Ägil Möller      | 1897–1900 |
| Damian Gärtner   | 1900–1908 |
| Damian Jahn      | 1910–1919 |
| August Weber     | 1919–1923 |
| Franz-Josef Heil | 1923–1932 |
| Bonifatius Kreß  | 1932–1933 |
| Karl Gutberlet   | 1933–1934 |
| Ferdinand Föller | 1934–1946 |
| Josef Atzert     | 1946–1965 |
| Willi Herr       | 1965–1972 |

| Ortsvorsteher            | Zeitraum       |
| ------------------------ | -------------- |
| Helmut Rübsam (CDU)      | 1972–1985      |
| Werner Spitznagel (CDU)  | 1985–1989      |
| Horst Michel (SPD)       | 1989–2006      |
| Norbert Schleicher (CDU) | 2006–2016      |
| Jürgen Auerbach (CDU)    | 2016 bis heute |

## Wirtschaft und Infrastruktur
Neben der Grundschule und dem Kindergarten gehört insbesondere das Feuerwehrhaus der Freiwilligen Feuerwehr zu den wichtigsten Säulen der öffentlichen Infrastruktur. Weiterhin gibt es ein Dorfgemeinschaftshaus, eine Turnhalle, einen Jugendraum, drei Kinderspielplätze, einen Grillplatz, das Pfarrheim und die öffentliche Bücherei der katholischen Pfarrgemeinde, das Evangelische Gemeindehaus, eine Mariengrotte sowie einen Friedhof mit Trauerhalle.
Sehr wertvoll für die örtliche Nahversorgung ist der Bürgerladen Rommerz, welcher genossenschaftlich von Rommerzer Bürgerinnen und Bürgern getragen und geleitet wird. Weiterhin bestehen im Ort eine Bäckerei-Filiale, ein Landgasthof mit Hotelbetrieb, eine Pizzeria sowie mehrere Gewerbebetriebe in den Bereichen Handwerk, Handel und Dienstleistung.
Im Ort bestehen noch zwei landwirtschaftliche Betriebe im Vollerwerb.

### Verkehr
In Rommerz kreuzen sich die Landesstraße 3181 (Neuhof–Grebenhain) sowie die Kreisstraße 96 (Flieden–Rommerz). Die Autobahn 66 ist über die Anschlussstellen Flieden, Neuhof-Süd und Neuhof-Nord in 4 beziehungsweise 5 km zu erreichen. Regionalbahnhöfe befinden sich in Neuhof und Flieden. Der nächste IC und ICE-Bahnhof ist Fulda.

### Bildung
Rommerz verfügt über eine eigene Grundschule, die „Monte-Kali-Schule“ und einen Kindergarten, der Kita St. Josef, welche sich in Trägerschaft der katholischen Kirchengemeinde Mariae Himmelfahrt befindet.